# Men in Black: International
Men in Black: International (estilitzat com MIB: International en el material promocional) és una comèdia de ciència-ficció i acció estatunidenca de 2019 dirigida per F. Gary Gray i escrita per Art Marcum i Matt Holloway. És una obra derivada de la saga de pel·lícules Men in Black, que està basada en una bona part en el còmic de Malibu/Marvel del mateix nom creat per Lowell Cunningham. La pel·lícula és protagonitzada per Chris Hemsworth, Tessa Thompson, Kumail Nanjiani, Rebecca Ferguson, Rafe Spall, Laurent i Larry Bourgeois, i Liam Neeson. Emma Thompson reprén el seu paper del tercer film, mentre que Tim Blaney torna a fer la veu de Frank el Gos Petener de les dues primeres pel·lícules. Ha estat subtitulada al català.

## Repartiment
- Chris Hemsworth com a Henry / Agent H, un agent d'elit de la secció anglesa dels MIB.
- Tessa Thompson com a Molly Wright / Agent M, nou personal del MIB assignat a la secció anglesa dels MIB.
  - Mandeiya Flory com a Molly de jove.
- Kumail Nanjiani com a Peonet (veu), un diminut guerrer alienígena del qual H i M es fan amics.
- Liam Neeson com a High T, el cap de la secció anglesa dels MIB.
- Rafe Spall com l'Agent C, un agent de la secció anglesa dels MIB escèptic sobre el passat de H.
- Rebecca Ferguson com a Riza Stavros, una traficant d'armes intergal·làctica i ex-nòvia de H.
- Laurent i Larry Bourgeois com Els Bessons, un duo alienígena canviant que busca un poderós i perillós artefacte.
  - Larry Bourgeois també interpreta l'humà que Els Bessons maten i del qual obtenen la seua aparença.
- Emma Thompson com l'Agent O, la cap dels MIB que operen als EUA.
- Kayvan Novak com a Vungus el Lleig, un membre d'una família reial extraterrestre i amic de H.
  - Kayvan Novak també interpreta Nasr i Bassam.
- Tim Blaney com a Frank el Gos Petener (veu).
- Spencer Wilding com a Luca Brasi.
- Marcy Harriell i Inny Clemons fan un cameo en una reviviscència com els pares de Molly.
- Thom Fountain i Drew Massey com els Tipus Cucs (veus), alienígenes amb forma de cucs que treballen per MIB.